# De Vreesebeluik
Het De Vreesebeluik was een beluik in de Belgische stad Gent. Het bevond zich ten noorden van het Sint-Pietersplein, tussen de straten Blandijnberg en Rozier en werd in de 20ste eeuw gesloopt om plaats te maken voor de universiteitsbibliotheek en de Boekentoren.

## Geschiedenis
Met de industrialisering ontstonden in Gent arbeiderswijken. Onder meer in het landelijke Sint-Pietersdorp op de Blandijnberg werden veel arbeidershuisjes en beluiken opgetrokken. Zo ontstond in het noorden van de Sint-Pieterswijk de Bataviawijk en het armzalig Bataviabeluik, dat in 1825-1828 werd gebouwd.
In 1848 werd het De Vreesebeluik of Cité Ouvrière opgetrokken. Het werd gebouwd door Lieven De Vreese en moest een modelwerkmancité worden, in contrast met het erbarmelijke Bataviabeluik net ten noorden. Het beluik had in het zuiden een monumentaal toegangsgebouw op het Sint-Pietersplein. Dit gebouw was een paar verdiepingen hoog en had twee boogvormige toegangen, ontworpen door Charles Leclerc-Restiaux. Ten noorden lag het arme beluik Rozier. Voor het De Vreesebeluik stond een openbare stadspomp uit 1836.
Omwille van de ongezonde leefomstandigheden liet de stad Gent wijken saneren. Verschillende arbeidersbuurten en -beluiken verdwenen en arbeiders verhuisden naar nieuwe wijken aan de stadsrand. Zo werd het nabijgelegen Bataviabeluik rond 1881 afgebroken om plaats te maken voor het Instituut der Wetenschappen, het huidige universiteitsgebouw aan de Plateaustraat.
Het De Vreesebeluik bleef langer bestaan. Uiteindelijk werd het halverwege de jaren 1930 gesloopt met het oog op de bouw van een universiteitsbibliotheek met Boekentoren en de universiteitsgebouwen van het zogenaamde Hoger Instituut voor Kunstgeschiedenis en Oudheidkunde (HIKO). In de jaren 50 kwamen er universiteitsgebouwen van het Blandijncomplex.